# Bongo (film)
Bongo är en amerikansk animerad kortfilm från 1971. Filmen är ursprungligen en del av långfilmen Pank och fågelfri från 1947.

## Handling
Bongo är en ung cirkusbjörn som rymmer från sin cirkus för att leva ett liv i vildmarken istället.

## Om filmen
Filmen är baserad på en barnbok av Sinclair Lewis och är ursprungligen en del av filmen Pank och fågelfri, då berättad av Dinah Shore. I denna version är hon utbytt mot Benjamin Syrsa, som dubbas av Eddie Carroll som tog över rollen efter att Cliff Edwards som tidigare gjorde figurens röst avled 1971.
I filmen förekommer två jordekorrar som blir vän med Bongo, och som senare skulle bli kända som Piff och Puff.

## Rollista
- Eddie Carroll – Benjamin Syrsa[4]